# Кливленд Баронз
«Кливленд Баронз» (англ. Cleveland Barons) — профессиональный хоккейный клуб из Кливленда (штат Огайо, США), переехавший в 1976 году из Окленда и игравший в Национальной хоккейной лиге с 1976 по 1978 годы. В 1978 году команда слилась с «Миннесотой Норт Старз».

## История
Спортивные и финансовые неудачи, а также низкая популярность хоккея в Калифорнии вынудили клуб «Калифорния Голден Силз» в 1976 году перебраться в Кливленд. Однако переезд не устранил финансовых проблем команды: «Баронз» провели в Огайо всего два сезона. Объединение клуба с «Миннесотой Норт Старз» в 1978 стало единственным с 1943 года случаем, когда НХЛ пришлось сократить свой состав.